# 橋本真依
橋本真依（はしもと まい、1986年〈昭和61年〉4月30日 - ）は、日本の歌手、ダンサー、振付師。ダンロップマスコットユニット「Mottie!!(モッティー)」のメンバー兼リーダー。

## 略歴・人物
大阪府堺市出身。大阪府立登美丘高等学校卒業。身長164cm。所属事務所はアンテナフラッグス。
AKB48や乃木坂46などの振り付け師として活躍するほか、Amazonプライムビデオで2017年（平成29年）配信の恋愛リアリティ番組「バチェラー・ジャパン」に参加し、エピソード7まで勝ち残った。また、ダンロップのマスコットユニット「Mottie!!」のメンバー兼最年長リーダーでもある。
音楽業界では歌唱力の高さを評価され、元晴晴゛の寺田岳史、カルメラのPAKshin、HIDEYAN、LINDBERGの小柳"cherry"昌法がレコーディング・メンバーとして参加している。
血液型はO型。愛称は「はしまい」「まいまい」。

## 出演
【ダンサー】
- 2009年　abingdon boys school 「JAP」PVダンサー
- 2011年　リュ・シウォン 「愛したい 君を 愛したい」PVダンサー
- 2012年　放課後プリンセス 「放送部プリーズ」 振付
- 2013年　三菱・eKワゴンCM
- 2014年　READY TO KISS 、SAY-LA　振付
- 2014年　AKB48　チームサプライズ 「未来が目にしみる」PVダンサー
- 2015年　乃木坂46　振付
- 2016年　TBS　片岡鶴太郎主演「伊豆温泉踊り子殺人事件」振付

【MUSIC】
- 2000年 MUSIC DELI 自分の詩（松井五郎プロデュース）
- 2004年 Paranoia Method（浅倉大介「Green Method-緑の中庸秩序系-」収録）
- 2011年リリース Lupinz（Memory Of You）
- 2013年8月28日リリース　SO-TA 3rd album 「2FACE」Wonderful★Night feat.橋本真依
- 2013年9月4日リリース　Aagna「Love aagna」 Summer's high feat.橋本真依,LGRookees
- 2013年11月27日リリース　LGYankees「Yappari！LGYankees BEST?」feat 橋本真依 Party up‼︎/Love sick/Play ya!Play ya!2
- 2018年9月12日リリース　「HAPPINESS」[4]

## ディスコグラフィー

### アルバム
1. HAPPINESS（2018年9月12日）

作詞:内田浩之/作曲&編曲:shinpei
- 01.風の中で…
- 02.キスまで片想い
- 03.虹
- 04.HAPPINESS
- 05.ドラマ
- 06.星の奏で
- 07.あなたへと
- 08.Dreamer
- 09.愛し 恋し 君へ
- 10.さようなら いつの日か
- 11.遥か

### レギュラー番組
サンテレビジョン 「ブルロックTV」

### CM
- DUNLOP WINTER MAXX 02 「モチ・ロン・ギュ」[5]
- Amazonプライム・ビデオ<バチェラー・ジャパン>[6]
- 世界の大温泉　スパワールド
- UNIQLO
- 三菱・eKワゴン

### ライブ
- <OTODAMA SEA STUDIO 2018 supported by POCARI SWEAT> 7月5日(木)[7]
- <OTODAMA SEA STUDIO 2018 supported by POCARI SWEAT> 9月20日(木)[8]